# Фаль, Жан-Клод
Жан-Клод Фаль (фр. Jean-Claude Fall) — французский театральный режиссёр.
Жан-Клод Фаль родился в 1947 году в городе Métlaoui (вилайет Гафса, Тунис). С 1982 по 1988 год работал в Théâtre de la Bastille (XI округ Парижа). С 1989 по 1997 в театре Жерара Филипа (фр. Théâtre Gérard Philipe). С 1998 по 2009 в Théâtre des Treize Vents.
В 2004 году Жан-Клод Фаль по приглашению тогдашнего главного режиссёра Саратовского драматического театра Антона Кузнецова побывал в Саратове.

## Творчество
- 1976 — «Страх и нищета Третьего рейха» Бертольта Брехта (Théâtre Mouffetard, V округ Парижа)
- 1986 — опера Эдисона Денисова «Пена дней» по одноимённому роману Бориса Виана в Опера-Комик
- 2007 — «Сон в летнюю ночь» Шекспира

В 2010 году Жан-Клод Фаль работает в Саратове, в Саратовском ТЮЗе им. Юрия Киселёва над постановкой пьесы Эдмона Ростана «Сирано де Бержерак». Главную роль в спектакле исполнит Артём Кузин. Постановка готовится в рамках проведения года «Россия-Франция-2010» и «Недели Франции в ТЮЗе Киселёва».